# Nik & Jay

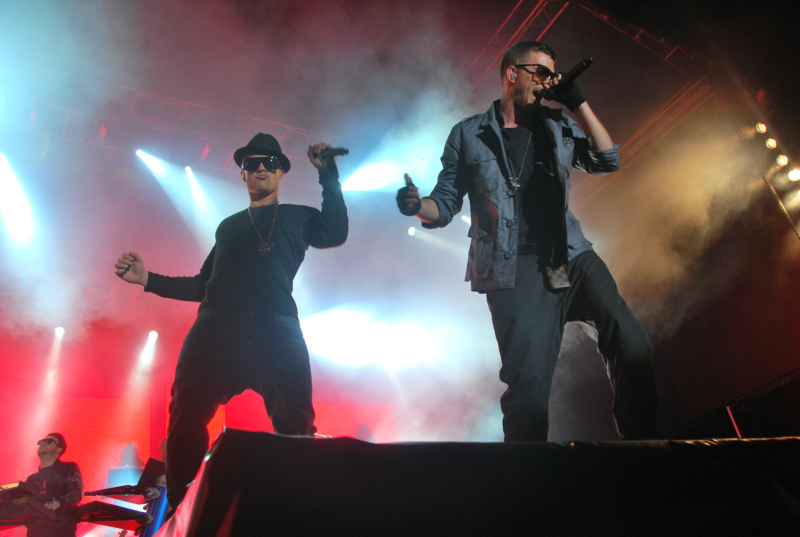
„Nik & Jay“ bei Vig Festival (2010) Bild: Lars Schmidt

Nik & Jay sind ein dänisches Hip-Hop-Duo aus Værløse und sind die erfolgreichsten Rapper in ihrem Heimatland.

## Karriere
Niclas Genckel Petersen (* 1980) und Jannik Brandt Thomsen (* 1981) gehörten verschiedenen Bands an, bevor sie sich 2002 als Nik & Jay zusammenschlossen. Mit dem Debütalbum gleichen Namens schafften sie bereits im ersten Jahr den Durchbruch. Es erreichte Platz zwei der dänischen Charts und wurde mit Doppelplatin für 100 000 verkaufte Platten ausgezeichnet. Bei den folgenden Danish Music Awards gewannen sie die Preise als beste Newcomer und für den Hit des Jahres, den Song Hot. Mit ihm gewannen sie auch den Publikumspreis bei den Danish DeeJay Awards.
Jeweils im Abstand von zwei Jahren erschienen die nächsten Alben von Nik & Jay, die den Erfolg des Debüts noch übertrafen. Das Album mit dem Titel 2 erreichte 2005 Platz eins der Charts und war weit über ein Jahr lang in den Top 40. Im selben Jahr waren sie auch an Giv til Asien beteiligt, einer Benefizaktion dänischer Musiker für die Tsunami-Opfer in Asien. Der gemeinsam eingespielte Song Hvor små vi er war 15 Wochen auf Platz eins der dänischen Charts. Im selben Jahr bekamen Nik & Jay auch den Nordic Music Award als erfolgreichste dänische Künstler.
Das nächste Album 3: Fresh-fri-fly aus dem Jahr 2007 verpasste zwar Platz eins, dafür war es mit über 150 000 verkauften Exemplaren (3-fach-Platin) das bis dahin bestverkaufte. Auch dieses Album war über ein Jahr in den Charts. 
2007 nahm das Duo zusammen mit dem Sänger Alex das Lied Hvad nu hvis auf. Es war als Benefizsong für UNICEF gedacht. Es wurde ein Nummer-eins-Hit und spielte mit über 60 000 verkauften Einheiten (Doppelplatin) 1,1 Millionen Kronen für das UN-Kinderhilfswerk ein.
In den folgenden Jahren erschien kein richtiges Studioalbum mehr. Stattdessen veröffentlichten sie 2008 ein Best-of-Album mit dem Titel De største (übersetzt Die Größten), das auch drei neue Lieder enthielt. Von diesen erreichte Kommer igen ebenso Platz eins wie das Album, das fünf Wochen an der Spitze stand und erneut Dreifachplatin erreichte. Danach veröffentlichten sie immer wieder einzelne Songs, die auch in die Charts kamen, und arbeiteten erfolgreich mit Künstlern wie dem DJ Morten Breum und dem Sänger Burhan G zusammen. Mit ihm hatten sie mit Tættere på himlen einen weiteren Nummer-eins-Hit. Domestic mit Morten Breum kam auf Platz 3 und wurde bei den DeeJay Awards zum Hit des Jahres gewählt, ihre fünfte Auszeichnung mit diesem Preis in acht Jahren.
Erst 2011 erschien wieder ein neues Studioalbum von Nik & Jay. Engle eller dæmoner war das dritte Nummer-eins-Album des Duos und Mod solnedgangen der dritte eigene Nummer-eins-Hit. Erstmals waren auf dem Album auch englischsprachige Lieder enthalten, die aber nicht als Single veröffentlicht wurden. Nach dem Erfolg erhielten sie bei den Danish Music Awards den Ehrenpreis. Im Jahr darauf nahmen sie vor der Fußball-Europameisterschaft 2012 zusammen mit der dänischen Fußballnationalmannschaft, der Landsholdet, das Lied Vi vandt i dag auf und hatten damit einen Nummer-zwei-Hit.
Mit der nächsten Produktion planten die beiden Dänen dann den Schritt ins Ausland, speziell nach Deutschland. Für den englischsprachigen Song United wurde Aura Dione als Co-Autorin und Lisa Rowe als Sängerin gewonnen. Rowe lebt in Deutschland und hatte später im Jahr als Sängerin des Songs Feed Me Diamonds von Alex C. einen Charthit in Deutschland. Mit Nik & Jay und dem Song United kam sie auf Platz eins in Dänemark. Die Single wurde im Juli 2013 auch in Deutschland veröffentlicht. Zuvor war das Duo mehrfach in Deutschland aufgetreten, unter anderem als Tourbegleitung von Sean Paul bei dessen Konzerten in Deutschland. In Deutschland konnte sich das Lied allerdings nicht in den Charts platzieren. Das Album United, das im selben Jahr erschien, kam in Dänemark auf Platz zwei. Außer dem Titelsong platzierten sich noch fünf weitere Lieder des Albums in der dänischen Hitparade.

## Diskografie

### Alben
| Jahr | Titel               | Höchstplatzierung, Gesamtwochen, AuszeichnungChartsChartplatzierungen (Jahr, Titel, Platzierungen, Wochen, Auszeichnungen, Anmerkungen) | Anmerkungen                                                              |
| Jahr | Titel               | DK | Anmerkungen                                                              |
| ---- | ------------------- | --- | ------------------------------------------------------------------------ |
| 2003 | Nik & Jay           | DK2 ×8Achtfachplatin · (51 Wo.)DK | Erstveröffentlichung: 24. März 2003 Verkäufe: + 160.000                  |
| 2004 | 2                   | DK1 ×9Neunfachplatin · (71 Wo.)DK | Erstveröffentlichung: 26. April 2004 Verkäufe: + 180.000                 |
| 2006 | 3: Fresh-fri-fly    | DK2 ×8Achtfachplatin · (63 Wo.)DK | Erstveröffentlichung: 25. September 2006 Verkäufe: + 160.000             |
| 2008 | De største          | DK1 ×7Siebenfachplatin · (48 Wo.)DK | Erstveröffentlichung: 17. November 2008 Verkäufe: + 140.000; Kompilation |
| 2011 | Engle eller dæmoner | DK1 ×4Vierfachplatin · (51 Wo.)DK | Erstveröffentlichung: 25. April 2011 Verkäufe: + 80.000                  |
| 2013 | United              | DK2 ×3Dreifachplatin · (37 Wo.)DK | Erstveröffentlichung: 28. Oktober 2013 Verkäufe: + 60.000                |
| 2019 | Længe leve drømmene | DK2 Platin · (11 Wo.)DK | Erstveröffentlichung: 1. Dezember 2019 Verkäufe: + 20.000                |

Weitere Alben
- 2013: Copenhagen Pop Cartel
- 2020: De Første Fra – Nik & Jay (DK: Platin)

### Singles
| Jahr | Titel Album                                  | Höchstplatzierung, Gesamtwochen, AuszeichnungChartsChartplatzierungen (Jahr, Titel, Album, Platzierungen, Wochen, Auszeichnungen, Anmerkungen) | Anmerkungen                                                                       |
| Jahr | Titel Album                                  | DK | Anmerkungen                                                                       |
| --- | -------------------------------------------- | --- | --------------------------------------------------------------------------------- |
| 2002 | Nik & Jay                                    | DK3 (22 Wo.)DK |                                                                                   |
| 2004 | En dag tilbage 2                             | DK37 ×3Dreifachplatin · (1 Wo.)DK | Erstveröffentlichung: 23. April 2004 Verkäufe: + 270.000; Charteinstieg erst 2009 |
| 2005 | Hvor små vi er –                             | DK1 (27 Wo.)DK | Erstveröffentlichung: 17. Januar 2005 als Teil von Giv til Asien                  |
| 2006 | Et sidste kys 3: Fresh-fri-fly               | DK2 ×2Doppelplatin · (28 Wo.)DK | Erstveröffentlichung: 25. September 2006 Verkäufe: + 180.000; feat. Julie         |
| 2007 | Drømmemusik Xtra Vol. 1                      | DK34 (1 Wo.)DK | Erstveröffentlichung: 4. November 2007 Charteinstieg erst 2009                    |
| 2008 | Endnu en De største                          | DK6 ×2Doppelplatin · (27 Wo.)DK | Erstveröffentlichung: 23. Januar 2008 Verkäufe: + 180.000                         |
| 2008 | Kommer igen De største                       | DK1 Platin · (21 Wo.)DK | Erstveröffentlichung: 26. September 2008 Verkäufe: + 15.000                       |
| 2008 | Du gør mig høj De største                    | DK29 (1 Wo.)DK |                                                                                   |
| 2009 | Xtranummer Xtra Vol. 1                       | DK27 (2 Wo.)DK | Erstveröffentlichung: 9. August 2009                                              |
| 2011 | Mod solnedgangen Engle eller dæmoner         | DK1 ×2Doppelplatin + Platin (Streaming) · (22 Wo.)DK                                                                                           | Erstveröffentlichung: 21. Februar 2011 Verkäufe: + 180.000                        |
| 2012 | Vi vandt i dag –                             | DK2 Gold + Platin (Streaming) · (9 Wo.)DK | Erstveröffentlichung: 2. Juni 2012 Verkäufe: + 15.000; feat. Landsholdet          |
| 2013 | United Copenhagen Pop Cartel • United        | DK1 ×3Gold + Dreifachplatin (Streaming) · (16 Wo.)DK                                                                                           | Erstveröffentlichung: 28. Januar 2013 Verkäufe: + 15.000; feat. Lisa Rowe         |
| 2013 | Pænt nej tak United                          | DK4 Platin (Streaming) · (8 Wo.)DK | Erstveröffentlichung: 6. September 2013                                           |
| 2013 | Forstadsdrømme United                        | DK5 ×2Doppelplatin + Platin (Streaming) · (14 Wo.)DK                                                                                           | Erstveröffentlichung: 25. Oktober 2013 Verkäufe: + 180.000                        |
| 2014 | Novembervej United                           | DK20 ×3Dreifachplatin + Platin (Streaming) · (23 Wo.)DK                                                                                        | Erstveröffentlichung: 3. März 2014 Verkäufe: + 270.000                            |
| 2014 | De vigtigste skridt United                   | DK27 (1 Wo.)DK | Erstveröffentlichung: 15. September 2014 feat. Kristian Leth                      |
| 2016 | Magisk Længe leve drømmene                   | DK20 ×2Doppelplatin · (12 Wo.)DK | Erstveröffentlichung: 24. Juni 2016 Verkäufe: + 180.000                           |
| 2016 | Skytsengel Længe leve drømmene               | DK34 (2 Wo.)DK | Erstveröffentlichung: 28. Oktober 2016                                            |
| 2017 | Hele vejen Længe leve drømmene               | DK13 Platin · (4 Wo.)DK | Erstveröffentlichung: 5. Mai 2017 Verkäufe: + 90.000                              |
| 2017 | Linje H Længe leve drømmene                  | DK12 Platin · (4 Wo.)DK | Erstveröffentlichung: 20. Oktober 2017 Verkäufe: + 90.000                         |
| 2019 | Længe leve drømmene                          | DK40 (1 Wo.)DK | Erstveröffentlichung: 1. Januar 2019                                              |
| 2019 | Det’ den vibe Længe leve drømmene            | DK28 Gold · (1 Wo.)DK | Erstveröffentlichung: 1. Februar 2019 Verkäufe: + 45.000                          |
| 2019 | Hot Sauce Længe leve drømmene                | DK39 Platin · (1 Wo.)DK | Erstveröffentlichung: 1. April 2019 Verkäufe: + 90.000                            |
| 2019 | Magnolia Længe leve drømmene                 | DK18 Platin · (10 Wo.)DK | Erstveröffentlichung: 1. August 2019 Verkäufe: + 90.000; mit Morten Breum         |
| 2025 | Aura –                                       | DK17 (3 Wo.)DK | Erstveröffentlichung: 6. Juni 2025                                                |
| Folgende Lieder erschienen nicht als Single, wurden aber durch das Album zum Download und Streaming bereitgestellt und konnten somit eine Platzierung erlangen: |                                              | |                                                                                   |
| |                                              | |                                                                                   |
| 2009 | Yo-Yo Pt. 2 Xtra Vol. 1                      | DK11 (4 Wo.)DK | mit Joey Moe & Jinks                                                              |
| 2009 | Hulahop Grib Natten                          | DK3 (8 Wo.)DK | mit Joey Moe                                                                      |
| 2011 | Bølgerne ved Vesterhavet Engle eller dæmoner | DK28 (1 Wo.)DK | feat. Eivør & Burhan G                                                            |
| 2011 | Gi’ mig dine tanker Engle eller dæmoner      | DK6 Gold + Platin (Streaming) · (18 Wo.)DK | Verkäufe: + 15.000                                                                |
| 2011 | Udødelige Engle eller dæmoner                | DK7 Platin + Gold (Streaming) · (14 Wo.)DK | Verkäufe: + 90.000                                                                |
| 2013 | Clappin’ Copenhagen Pop Cartel               | DK20 Gold (Streaming) · (2 Wo.)DK |                                                                                   |
| 2013 | Ocean of You Copenhagen Pop Cartel • United  | DK6 Gold + Platin (Streaming) · (19 Wo.)DK | Verkäufe: + 15.000; feat. Søren Huss                                              |
| 2013 | Stop! Dans! United                           | DK35 (1 Wo.)DK |                                                                                   |

Weitere Singles
- 2002: Hot! (DK: ×3Dreifachplatin )
- 2002: Elsker hende mere (DK: Platin)
- 2003: Pige
- 2003: Tag mig tilbage (DK: Gold)
- 2004: Pop-pop!
- 2004: Lækker (DK: ×2Doppelplatin )
- 2004: Kan du høre hende synge (DK: Gold)
- 2005: Lækker (Remix)
- 2005: Strip
- 2005: Strip (Remix)
- 2006: Boing! (DK: ×3Dreifachplatin )
- 2006: Boing (Remix)
- 2006: I Love Ya (DK: Platin)[12]
- 2006: Når et lys slukkes (DK: Platin)
- 2007: Op på hesten
- 2016: Frels Mig (DK: Gold)

### Gastbeiträge
| Jahr | Titel Album                | Höchstplatzierung, Gesamtwochen, AuszeichnungChartsChartplatzierungen (Jahr, Titel, Album, Platzierungen, Wochen, Auszeichnungen, Anmerkungen) | Anmerkungen                                                                    |
| Jahr | Titel Album                | DK | Anmerkungen                                                                    |
| ---- | -------------------------- | --- | ------------------------------------------------------------------------------ |
| 2007 | Hvad nu hvis –             | DK1 ×2Doppelplatin · (30 Wo.)DK | Verkäufe: + 30.000; Alex feat. Nik & Jay                                       |
| 2009 | Domestic –                 | DK3 Gold · (24 Wo.)DK | Verkäufe: + 15.000; Morten Breum feat. Nik & Jay                               |
| 2010 | Tættere på himlen Burhan G | DK1 ×2Doppelplatin + Platin (Streaming) · (23 Wo.)DK                                                                                           | Erstveröffentlichung: April 2010 Verkäufe: + 180.000; Burhan G feat. Nik & Jay |
| 2010 | Fest –                     | DK2 Platin + Gold (Streaming) · (23 Wo.)DK | Verkäufe: + 30.000; Morten Breum feat. Nik & Jay                               |
| 2011 | Er du derude Fuldmåne      | DK17 (1 Wo.)DK | Joey Moe feat. Nik & Jay                                                       |
| 2012 | Tænder en ild Midnat       | DK28 Gold (Streaming) · (1 Wo.)DK | Joey Moe feat. Nik & Jay                                                       |
| 2014 | You’re My Fire Phoenix     | DK22 (6 Wo.)DK | Erstveröffentlichung: 27. Januar 2014 Carpark North feat. Nik & Jay            |

### Videoalben
- 2003: Det vi gør

## Auszeichnungen für Musikverkäufe
| Goldene Schallplatte - Dänemark - 2025: für das Lied Nik Og Jay |

Anmerkung: Auszeichnungen in Ländern aus den Charttabellen bzw. Chartboxen sind in ebendiesen zu finden.
| Land/RegionAuszeichnungen für Musikverkäufe (Land/Region, Auszeichnungen, Verkäufe, Quellen) | Gold       | Platin       | Verkäufe  | Quellen              |
| -------------------------------------------------------------------------------------------- | ---------- | ------------ | --------- | -------------------- |
| Dänemark (IFPI)                                                                              | 14× Gold14 | 90× Platin90 | 4.094.000 | ifpi.dk hitlisten.nu |
| Insgesamt                                                                                    | 14× Gold14 | 90× Platin90 |           |                      |